# Open de Limoges
Open de Limoges, właśc. Engie Open de Limoges (wcześniej znany też jako Open GDF Suez de Limoges oraz Open GDF Suez Région Limousin) – żeński turniej tenisowy kategorii WTA 125, rozgrywany od 2014 roku na twardych kortach w hali we francuskim Limoges. Początki turnieju sięgają roku 2007, kiedy był rangi ITF.

## Mecze finałowe

### Gra pojedyncza kobiet
| Rok         | Mistrzyni                                    | Finalistka                                   | Wynik                                        |
| 2022        | Anhelina Kalinina                            | Clara Tauson                                 | 6:3, 5:7, 6:4                                |
| 2021        | Alison Van Uytvanck                          | Ana Bogdan                                   | 6:2, 7:5                                     |
| 2020        | Turniej anulowano z powodu pandemii COVID-19 | Turniej anulowano z powodu pandemii COVID-19 | Turniej anulowano z powodu pandemii COVID-19 |
| 2019        | Jekatierina Aleksandrowa                     | Alaksandra Sasnowicz                         | 6:1, 6:3                                     |
| 2018        | Jekatierina Aleksandrowa                     | Jewgienija Rodina                            | 6:2, 6:2                                     |
| 2017        | Monica Niculescu                             | Antonia Lottner                              | 6:4, 6:2                                     |
| 2016        | Jekatierina Aleksandrowa                     | Caroline Garcia                              | 6:4, 6:0                                     |
| 2015        | Caroline Garcia                              | Louisa Chirico                               | 6:1, 6:3                                     |
| 2014        | Tereza Smitková                              | Kristina Mladenovic                          | 7:6(4), 7:5                                  |
| ↑ WTA 125 ↑ |                                              |                                              |                                              |
| 2013        | Kristýna Plíšková                            | Tamira Paszek                                | 3:6, 6:3, 6:2                                |
| 2012        | Claire Feuerstein                            | Maryna Zanewśka                              | 7:5, 6:3                                     |
| 2011        | Sorana Cîrstea                               | Sofia Arvidsson                              | 6:2, 6:2                                     |
| 2010        | Ivana Lisjak                                 | Julija Bejhelzimer                           | 6:0, 6:3                                     |
| 2009        | Claire Feuerstein                            | Anaïs Laurendon                              | 6:0, 5:7, 6:3                                |
| 2008        | Marina Mielnikowa                            | Walerija Sawinych                            | 1:0 krecz                                    |
| 2007        | Anne-Laure Heitz                             | Audrey Bergot                                | 6:1, 6:1                                     |
| ↑ ITF ↑     |                                              |                                              |                                              |

### Gra podwójna kobiet
| Rok         | Mistrzynie                                   | Finalistki                                   | Wynik                                        |
| 2022        | Oksana Kalasznikowa Marta Kostiuk            | Alicia Barnett Olivia Nicholls               | 7:5, 6:1                                     |
| 2021        | Monica Niculescu Wiera Zwonariowa            | Estelle Cascino Jessika Ponchet              | 6:4, 6:4                                     |
| 2020        | Turniej anulowano z powodu pandemii COVID-19 | Turniej anulowano z powodu pandemii COVID-19 | Turniej anulowano z powodu pandemii COVID-19 |
| 2019        | Georgina García Pérez Sara Sorribes Tormo    | Jekatierina Aleksandrowa Oksana Kalasznikowa | 6:2, 7:6(3)                                  |
| 2018        | Wieronika Kudiermietowa Galina Woskobojewa   | Timea Bacsinszky Wiera Zwonariowa            | 7:5, 6:4                                     |
| 2017        | Walerija Sawinych Maryna Zanewśka            | Chloé Paquet Pauline Parmentier              | 6:0, 6:2                                     |
| 2016        | Elise Mertens Mandy Minella                  | Anna Smith Renata Voráčová                   | 6:4, 6:4                                     |
| 2015        | Barbora Krejčíková Mandy Minella             | Margarita Gasparian Oksana Kalasznikowa      | 1:6, 7:5, 10–6                               |
| 2014        | Kateřina Siniaková Renata Voráčová           | Tímea Babos Kristina Mladenovic              | 2:6, 6:2, 10–5                               |
| ↑ WTA 125 ↑ |                                              |                                              |                                              |
| 2013        | Viktorija Golubic Magda Linette              | Nicole Clerico Nikola Fraňková               | 6:4, 6:4                                     |
| 2012        | Magda Linette Sandra Zaniewska               | Irena Pavlovic Stefanie Vögele               | 6:1, 5:7, 10–5                               |
| 2011        | Sofia Arvidsson Jill Craybas                 | Caroline Garcia Aurélie Védy                 | 6:4, 4:6, 10–7                               |
| 2010        | Ludmyła Kiczenok Nadija Kiczenok             | Claire Feuerstein Caroline Garcia            | 6:7(5), 6:4, 10–8                            |
| 2009        | Jelena Czałowa Oksana Kalasznikowa           | Florence Haring Violette Huck                | 4:6, 6:3, 10–4                               |
| 2008        | Yasmine Clark Olivia Scarfi                  | Wolha Duko Elina Gasanowa                    | 7:6(5), 5:7, 10–8                            |
| 2007        | Stella Menna Bibiane Schoofs                 | Adeline Goncalves Gracia Radovanovic         | 6:4, 6:1                                     |
| ↑ ITF ↑     |                                              |                                              |                                              |